# Recinte murat de Solsona
El Recinte murat de Solsona forma part de l'Inventari del Patrimoni Arquitectònic Català de la ciutat de Solsona (Solsonès).

## Descripció
Queda un bon tros de muralla, sobretot a la part del Vall Calent, amb algunes torres i els antics portals de Torà, del Pont, de Llobera i del Castell. La part antiga de les muralles és del segle xiv. Conjunt arquitectònic format per les restes que queden de les muralles que tancaven la ciutat. Una part és al Vall Calent, restaurada i amb una construcció moderna a sobre. Una altra és al Vall Fred, que serveix de paret a una terrassa i una tercera part és a la carretera de Bassella, de pedra i calç, 2 metres de gruix i feta de carreus irregulars tallats a cops de maceta. Segons els documents antics, aquesta muralla tenia 16 m d'alçada. Les muralles configuraren Solsona en la forma triangular que ha conservat fins ara, amb el castell d'El Camp al vèrtex de ponent, el Monestir a l'angle sud-est i la Torre Grossa a l'angle oposat. Tenia 21 torres i 9 portals.
Dels nou portals que tenia l'antiga muralla en queden dos. Un està situat al final del carrer de Llobera i es diu Portal de Llobera, l'altre està situat al final del carrer Castell i se'n diu Portal del Castell. Són pràcticament iguals. Dos grans arcs de mig punt i de grosses dovelles sense decoració. Sobre el del Castell hi havia l'antic Castell de Solsona, avui col·legi de la Companyia de Maria. Sobre el Portal de Llobera, per la part interior, mirant al carrer, s'hi construí una petita capella dedicada a Santa Anna.
Queden dues torres medievals que formaven part de l'antiga muralla. Als seus orígens n'hi havia 21. Aquestes torres són fetes de pedra i calç, de 2 m de gruix i uns 16 m d'alçada, molt ben obrades. Estan coronades amb merlets. Actualment estan adossades a les cases de la ciutat i serveixen de galeries. Tant a les torres com a les muralles hi ha restes romanes. Portal del Pont (antic portal de Sant Miquel) Element arquitectònic que, juntament amb el pont construït al seu davant, forma un bell i harmònic conjunt. És el portal d'entrada a la ciutat i va ser construït al segle xviii, una veritable mostra de l'art del Renaixement. Dues grans columnes enquadren l'arcada de la porta i sostenen l'entaulament, format per l'arquitrau, en el que va gravar-se una inscripció, un àtic que ostenta el sol, en metall, e l'escut de la ciutat, i un timpà. L'arc és de mig punt i amb grans dovelles. La inscripció diu: "Any del senyor 1805 (any de la inauguració) - Regnant el papa Pius VII, el nostre bisbe, Pere Nolasc, i el nostre rei Carles IV, els cònsols, amb devota voluntat curadors del Municipi, erigiren aquest monument".

### Notícies històriques
El 17 d'abril de 1303 el vescomte Ramon Folc X i el paborde Berenguer de Vilabernat, convenen fer unes muralles noves i en portar l'aigua de Lladurs a Solsona. Comencen la muralla, deixant fora el barri de la Ribera, cosa que provocà les protestes del Monestir. El vescomte va respondre a les queixes amb la força armada, va ser condemnat i pagà els danys causats, però la muralla quedà com l'havien fet. El 1590, els cònsols fan un informe a Felip II per a demanar-li que promogués a Solsona a la categoria de capital, posant com a base la grandesa de les seves muralles. Solsona estigué emmurallada des del segle xiv fins al XVIII. El Portal del Pont es començà a construir a mitjans del segle xviii i s'acabà l'any 1795. Va ser una època de gran floriment de la ciutat, tant en el camp econòmic com en el cultural. Es porten a terme diverses reformes a la ciutat, per a la seva millora i embelliment després dels desastres soferts a la guerra de successió.
L'any 1997, amb motiu de les obres del projecte de construcció d'habitatges plurifamiliars al solar núm. 1 de la plaça de Sant Roc de Solsona, es feu un seguiment arqueològic de les obres donat que aquestes afectaven un sector de les muralles de Solsona. Si bé cap part del nou edifici se superposa a la muralla, sí que oculta tot el seu intradós en aquest sector, i no respecta un espai de separació. Durant els segles XIV i XV es van dur a terme les obres del segon recinte emmurallat de Solsona mitjançant pedra i calç, cercant-se el fonament sobre el tapàs natural. En aquests eixamplaments de la muralla, molts horts van quedar inclosos dins el recinte, sobretot als sectors de sol ixent i tramuntana. Tota la zona de tramuntana correspon a l'anomenat Vall Fred, on es troba el solar de la plaça de Sant Roc núm. 1. Segons A. Llorens (LLORENS, 1986-87), al costat de tramuntana hi havia l'anomenada Torre Grossa, no detectada en la intervenció perquè segurament fou enderrocada en construir-se les cases del carrer de Sant Llorenç. La muralla feia un gruix de 2-3 metres, mentre que a la plaça de Sant Roc la muralla és d'1,5 metres, i no presenta cara interna.